# Медаль «Генерал армии Маргелов»
Меда́ль «Генера́л а́рмии Марге́лов» — ведомственная медаль Министерства обороны Российской Федерации, учреждённая приказом Министра обороны Российской Федерации № 182 от 6 мая 2005 года.

## Правила награждения
Согласно Положению медалью «Генерал армии Маргелов» награждаются военнослужащие, проходящие службу в Воздушно-десантных войсках, за добросовестную службу в течение 15 лет и более в календарном исчислении при условии награждения знаком отличия «За заслуги», а также лица гражданского персонала Воздушно-десантных войск, добросовестно проработавшие в Воздушно-десантных войсках более 20 лет.
Указанной медалью могут награждаться ветераны Воздушно-десантных войск, находящиеся в запасе или отставке и имеющие выслугу 25 лет и более в календарном исчислении, а также военнослужащие и лица гражданского персонала Вооружённых Сил Российской Федерации за личный вклад в укрепление и развитие Воздушно-десантных войск.
Награждение медалью производится приказом командующего Воздушно-десантными войсками по представлениям его заместителей, командиров соединений, воинских частей и начальников (руководителей) организаций Вооружённых Сил Российской Федерации в порядке, установленном в Министерстве обороны Российской Федерации.

## Правила ношения
Медаль носится в соответствии с Правилами ношения военной формы одежды военнослужащими Вооружённых Сил Российской Федерации и располагается после медали Министерства обороны Российской Федерации «Генерал армии Хрулёв».

## Описание медали
Медаль изготавливается из металла золотистого цвета, имеет форму круга диаметром 32 мм с выпуклым бортиком с обеих сторон. На лицевой стороне медали: слева в нижней части — рельефное изображение портрета генерала армии Маргелова, над ним — рельефное изображение десантирующихся с самолёта парашютистов; справа в верхней части — рельефная надпись в две строки: «Генерал армии МАРГЕЛОВ»; под надписью — рельефное изображение трёх гаубиц и трёх БМД. На оборотной стороне медали: в центре — рельефное изображение средней эмблемы Воздушно-десантных войск; рельефная надпись: по кругу в верхней части — «МИНИСТЕРСТВО ОБОРОНЫ», в нижней части — «РОССИЙСКОЙ ФЕДЕРАЦИИ».
Медаль при помощи ушка и кольца соединяется с пятиугольной колодкой, обтянутой шёлковой муаровой лентой шириной 24 мм. С правого края ленты оранжевая полоса шириной 10 мм окаймлена чёрной полосой шириной 2 мм, левее — голубая полоса шириной 10 мм окаймлена зелёной полосой шириной 2 мм.
Элементы медали символизируют:
- изображение портрета генерала армии Маргелова — выдающиеся личные заслуги генерала армии Маргелова в создании Воздушно-десантных войск;
- оранжевая полоса ленты медали, окаймлённая чёрной полосой, — статус медали как ведомственной награды Министерства обороны Российской Федерации;
- голубой цвет левого края ленты и зелёный цвет её канта (цвета флага Воздушно-десантных войск) — предназначение медали для награждения личного состава Воздушно-десантных войск.